# بی‌خطری
بی‌خطری یا ایمنی (به انگلیسی: Safety) یکی از پرکاربردترین واژه‌هایی است که در رابطه با انسان و در زمینه‌هایی چون پزشکی، صنعت و مواردی از این قبیل استفاده می‌شود. ایمنی شاخه‌ای از علم است که به تجزیه و تحلیل عوامل مخاطره‌آمیز می‌پردازد و آن را آنالیز کرده و راهکارهای کنترل و کاهش آن را پیگیری می‌کند.
حوادث ناشی از کار به حدی از نگران کنندگی رسیده، که تبعات انسانی و اقتصادی آن مانعی جدی بر سر راه توسعه کشور به حساب می‌آید. اما سؤال اینست، که چگونه می‌توان این مسئله را به دغدغه شماره یک تصمیم گیران و فعالان اجرایی کشور تبدیل کرد؟
پیشگیری همواره ارزان‌تر از درمان است و این مقوله ای است که در تمام زمینه‌ها مصداق دارد. در پزشکی، پیشگیری و واکسینه کردن به مراتب از ابتلا به بیماری و درمان آن ارزانتر است. در گذشته برنامه‌های ایمنی بر اساس یک فلسفه، بعد از واقعه به بررسی و کنترل حوادث می‌پرداختند بدین معنی که مهندسی ایمنی بعد از وقوع یک حادثه وارد عمل شده و سعی می‌کرد که با انجام تحقیقات لازم علل بروز حادثه را مشخص کرده و از نتایج حاصله به‌عنوان پایه ای برای پیشگیری از وقوع حوادث مشابه استفاده کند؛ در این روش ایمنی باید حادثه ای رخ می‌داد تا مهندسی ایمنی بتواند وارد عمل شود که این امر باعث تحمیل هزینه‌های زیادی به سیستم می‌شد.
با توسعه و گسترش سیستم‌های حساس و بسیار پیچیده این ایده قوت گرفت که برای بررسی وضعیت ایمنی سیستم‌ها دیگر نمی‌توان به حوادث اجازه وقوع داد لذا سعی گردید که روشهایی برای تجزیه و تحلیل حوادث ابداع شوند که بتوانند پتانسیل وقوع خطر را قبل از عملیات یک سیستم شناسایی کنند و نتیجه این تلاشها باعث شد که امروزه ایمنی سیستم بر اساس یک برنامه طرح‌ریزی شده، دارای نظم، سازماندهی شده و در قالب یک فرایند قبل از واقعه در آید که بر پایه روش آنالیز – کنترل قرار دارد.
در فلسفه امروزی ایمنی سیستم تأکید بر روی سطح قابل قبول از ایمنی در فاز طراحی و قبل از تولید یا عملیات واقعی محصول یا سیستم و ارزیابی خطرات سیستم قبل از تحمل خسارت می‌باشد.

## صنعت
تاکنون تعاریف بسیاری برای واژه ایمنی به کار رفته شده، برخی از این تعاریف به شرح زیر است:
1. وضعیتی است که در آن ریسک‌های ارزیابی شده، مورد قبول واقع می‌شوند.
2. عبارت است از میزان یا درجه دور بودن از خطر.[۳]
3. در امان ماندن از ریسک غیرقابل قبول یک خطر.

در استاندارد ISO8402:1992 واژه ایمنی به صورت زیر تعریف شده‌است:
حالتی که در آن احتمال خطر، آسیب (به اشخاص) یا خسارت مادی، به میزان قابل قبول محدود شده باشد.
1. حفاظت نسبی در برابر خطر یعنی:

ایمنی به‌طور صد در صد و مطلق وجود ندارد و عملاً هم هیچگاه حاصل نخواهد شد، از این روست که گفته می‌شود ایمنی حفاظت نسبی در برابر خطرات است.

یک مکان، یک کار معین یا یک دستگاه زمانی ایمن انگاشته می‌شود که احتمال خطر مرگ، مجروح شدن یا ابتلا به بیماری برای کسانی که در آنجا بوده یا با آن دستگاه کار می‌کنند در حد قابل قبول پایین باشد. البته باید به موارد دیگری همچون آسیب به محیط زیست و آسیب به دستگاه و موارد دیگر هم اشاره کرد.
ایمنی به دو صورت عمومی و اختصاصی مفهوم پیدا می کند.
ایمنی عام در صنعت شامل مجموعه ایمنی در سیستم از لحاظ نیروی انسانی و ساختار اداری، شرایط نظم و انضباط درون کارگاهی، وضعیت دستورها ایمنی، آموزش کارگران، شرایط عبور و مرور ایمن، اگاهی پرسنل از علائم هشدارها ، پوستره ها و… می باشد. 
ایمنی اختصاصی شامل ایمنی ساختمان و انبارها، ایمنی ماشین آلات و وسایل نقلیه، ایمنی برق، ایمنی حریق و ایمنی فردی می باشد.